# トンネルボーリングマシン

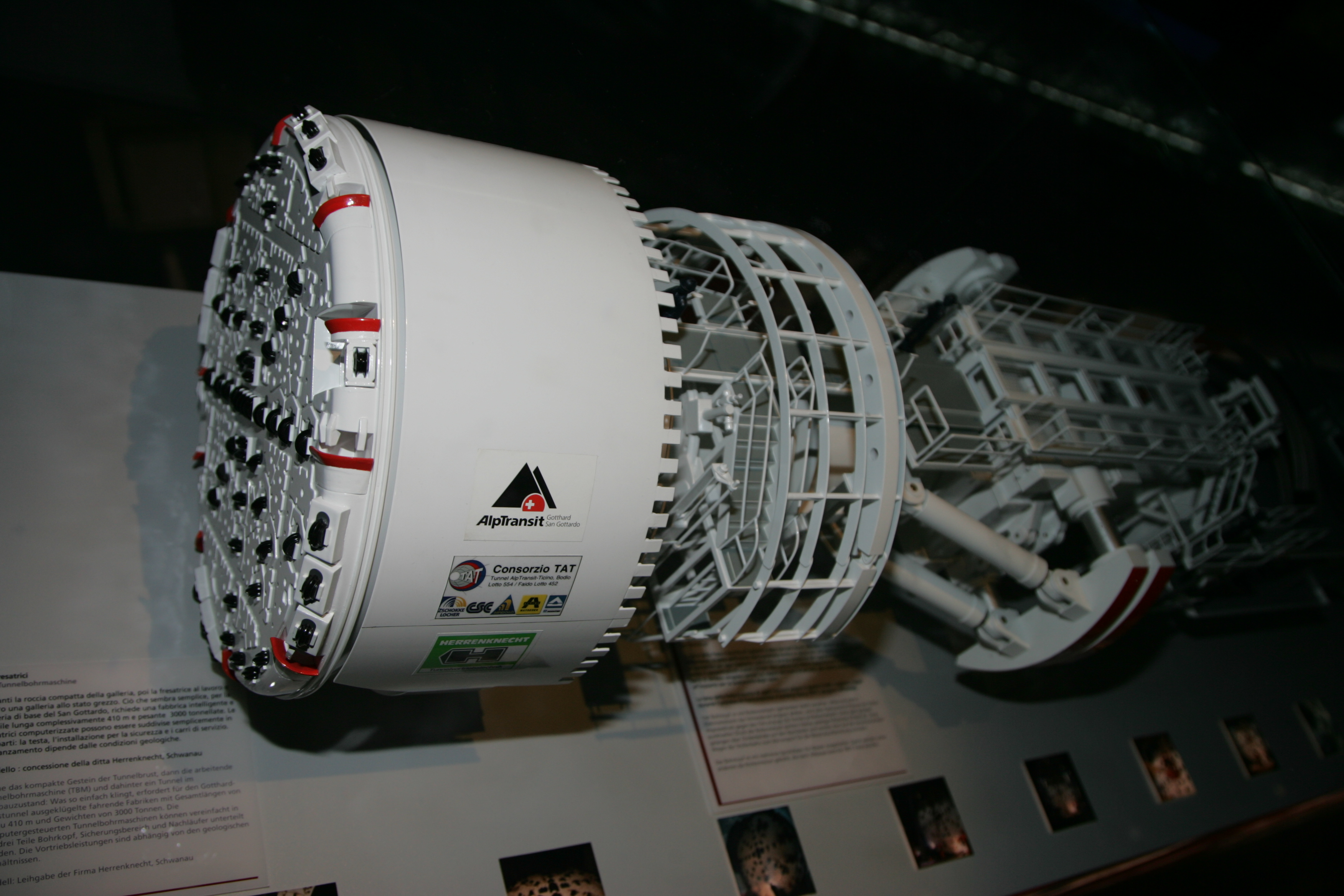
ゴッタルドベーストンネルの掘削に使われたTBM（模型）

トンネルボーリングマシン (tunnel boring machine, TBM, 全断面トンネル掘進機）は、トンネル掘削に用いられる掘削機械。日本では技術的な導入時期の違いなどといった経緯により、「シールドマシン」をシールド工法すなわち外壁の施工までを機能に含み、また後方のその外壁（セグメントリング）との間のジャッキにより推進するものを指し、TBMは掘削のみの機能で外壁の施工は別途おこない、推進についても坑壁にグリッパを当てる形式のものを指している。後述のように日本国外ではこれらをあまり区別しないことも多い。
大断面のトンネルで地山の性質を見極めるために先行して掘り進む「先進導坑」の掘削に用いたり、大型TBMで本坑掘削を行う場合もある。
シールド工法とTBM工法は工法としては異なるが、掘削機械としては双方の機能を持ち切り替え可能なシールドマシン兼TBMもあり、英仏海峡トンネルなどで使われた。日本国外では区別せずシールドマシンもTBMと呼ぶ。
フランスやスイスなど一部のキリスト教圏では、坑夫の守護聖人である聖バルバラにあやかって、トンネル掘削機に女性名をつける慣習がある。